# Shenzong
Shenzong (Kaifeng, 25 de maio de 1048 – Kaifeng, 1 de abril de 1085) foi o sexto imperador da Dinastia Song da China. Seu nome era Zhao Zhongzhen e foi mudado para Zhao Xu em 1063. Reinou entre 1067 e 1085.

## Reinado
Durante seu reinado em 1068, o imperador Shenzong se interessou pelas políticas de Wang Anshi e nomeou Wang como chanceler. Wang implementou suas famosas Novas Políticas destinadas a melhorar a situação do campesinato e dos desempregados. Estes atos tornaram-se a marca registrada do reinado do imperador Shenzong.
O imperador Shenzong enviou campanhas fracassadas contra o governante vietnamita Lý Nhân Tông da dinastia Lý em 1076.
Outro ato notável do imperador Shenzong como imperador foi sua tentativa de enfraquecer o estado de Xia Ocidental, liderado por Tangut, invadindo e expulsando as forças de Xia Ocidental da prefeitura de Qing (庆州, hoje Qingyang, província de Gansu). O exército Song foi inicialmente bastante bem sucedido nessas campanhas, mas durante a batalha pela cidade de Yongle (永乐城), em 1082, as forças Song foram derrotadas. Como resultado, Xia Ocidental tornou-se mais poderosa e, posteriormente, continuou a ser uma pedra no sapato do Império Song ao longo das décadas seguintes.
O imperador Shenzong contratou guerreiros muçulmanos de Bukhara para lutar contra a dinastia Khitan Liao. 5 300 homens muçulmanos de Bukhara foram encorajados e convidados a se mudar para a China em 1070 pelo imperador Song Shenzong para ajudar a combater o império Liao no nordeste e repovoar áreas devastadas pelos combates.  O imperador contratou esses homens como mercenários em sua campanha contra o império Liao. Mais tarde, esses homens foram estabelecidos entre a capital Song de Bianliang (hoje Kaifeng) e Yenching (atual Pequim). Os circuitos (道) do norte e nordeste foram estabelecidos em 1080, quando mais 10.000 muçulmanos foram convidados para a China.
Durante o reinado do imperador Shenzong, Sima Guang, um ministro interessado na história dos 1000 anos anteriores, escreveu um livro de história muito influente, o Zizhi Tongjian ou Um Espelho Abrangente para Ajuda no Governo. Este livro registra eventos históricos desde a dinastia Zhou até a dinastia Song. Outra conquista literária notável que ocorreu durante seu reinado foi a compilação dos Sete Clássicos Militares, incluindo a suposta falsificação das Perguntas e Respostas entre Tang Taizong e Li Weigong.
Além das antigas embaixadas romanas na China da era Han e dos Três Reinos, o contato com a Europa permaneceu escasso, se não inexistente, antes do século 13. No entanto, a partir de registros chineses, sabe-se que Miguel VII Ducas (Mie li yi ling kai sa 滅力伊靈改撒) de Fo lin (ou seja, o Império Bizantino) enviou uma missão diplomática para a dinastia Song da China que chegou em 1081, durante o reinado do imperador Shenzong.
 

O imperador Shenzong morreu em 1085 com a idade de 36 anos de uma doença não especificada e foi sucedido por seu filho, Zhao Xu, que assumiu o trono como imperador Zhezong. O imperador Zhezong era menor de idade e, portanto, a mãe de Shenzong, a imperatriz Gao, governou como regente até sua morte.